# Kolesarska varnost
Kolesarska varnost je uporaba praks zasnovanih za zmanjšanje tveganj povezanih s kolesarjenjem. Nekaj te teme je stvar vnetih debat, npr. razpravljanja o tem ali kolesarske čelade in kolesarske steze resnično zagotavljajo izboljšano varnost. Prednosti upoštevanja pravil ceste, vključujoč uporabo kolesarske razsvetljave ponoči, so manj sporne.

## Nesreče
Prva zabeležena kolesarska nesreča se je zgodila leta 1842, po navedbah virov med Kirkpatrickom McMillanom, zgodnjim voznikom velocipeda, in mladim dekletom v Glasgowu. Poročilo je sicer nejasno in identiteta oporekana.
Vzroki nesreč se razlikujejo glede na lokalne pogoje. Študija, ki jo je leta 2000 izvedel Inštitut za raziskave cestne varnosti na Nizozemskem, je ugotovila, da 47% izmed vseh kolesarskih nesreč predstavljajo samostojne kolesarske nesreče, trki z ovirami in živalmi 12% in trki z drugimi prometnimi udeleženci 40%, preostali 1% pa ima neznan ali neopredeljen vzrok. Mnoge kolesarske nesreče ostanejo neprijavljene in zato izvzete iz uradnih statistik. Perspektivne študije ocenjujejo, da se uradno prijavi manj kot 10% kolesarskih nesreč.
V združenem kraljestvu imajo kolesarji pol manj nesreč (ubitih in resno poškodovanih na kilometer) v primerjavi z motociklisti, toda osemkrat toliko kot motoristi.
Tudi manjše kolesarske nesreče, ki ne vključujejo hospitalizacije, lahko povzročijo znatne stroške kolesarjem in ostalim. Belgijski SHAPES projekt jih je nedavno ocenil na 0,12 EUR na prekolesarjen kilometer.
Obstaja večja verjetnost, da bo umrl kolesar, ki ga zbije avto, kot pa tisti, ki samo pade s kolesa.

## Spodbujanje varnosti
Že v zgodnjih tridesetih letih 20. stoletja so bili vloženi napori, da bi kolesarje odstranili s ceste z namenom ustvarjanja prostora za zasebne avtomobile, ki so bili tedaj večinoma rezervirani za družbeno elito. Uspešni so bili v Nemčiji, takrat avtoritarnem režimu, nato so se med vojno razširili v dežele pod nemško okupacijo, kot je npr. Nizozemska, kjer je bil civilni motorni transport tudi ohromljen z racioniranjem z gorivom, a so se mu upirali v drugih državah.

## Varnostni znaki za kolesarje
Poleg prometnega načrtovanja se povečano uporablja obveščanje z znaki z namenom poskusa preprečitve trkov med kolesarji in motornimi vozili. V Združenem kraljestvu je sledeče spomladi 2012 povečalo pritisk iz kampanje The Timesa "Mesta primerna za kolesarjenje" in iz drugih medijev, da bi zmanjšalo trke med velikimi vozili in kolesarji. Na hrbtni strani mnogih tovornjakov so sedaj nameščeni varnostni znaki. Ti znaki so usmerjeni zoper pogost tip nesreče, ki se zgodi, kadar veliko vozilo na križišču zavije levo. Kolesarja, ki ga skuša prehiteti po ožji strani, lahko stisne med tovornjakova kolesa, še posebej, če voznik ne more videti kolesarja. Znaki, kot je zmagoviti dizajn InTANDEMovega tekmovanja o cestni varnosti, začeteka marca 2012, spodbujajo še posebno pozornost ob prehitevanju velikega vozila na ožji strani.

## Načrtovanje prometa
Sredi 20. stoletja so iskali rešitve v načrtovanju prometa, kar je olajšalo prehod prometa po ulicah in hkrati zaščitilo ranljive udeležence v prometu. V 40-ih letih 20. stoletja je bil vpliven zagovornik te ideologije Herbert Alker Tripp, pomočnik komisarja londonske metropolitanske policije. V svoji knjigi Načrtovanje v mestu in cestni promet je Tripp zagovarjal stališče, da: "če bi 
lahko pešče popolnoma ločili od vozečega prometa, bi seveda lahko odpravili žrtve med pešci."
Tej filozofiji je sledil tudi Colin Buchanan. Njegovo poročilo za britansko vlado Promet v mestih iz leta 1963 je opredelilo bodočo vladno politiko do konca stoletja. Buchanan je vedel, da ni bilo dokazano, da bi ločevanje delovalo za kolesarje. Njegova knjiga Mešani blagoslov iz leta 1958 je navajala: "Borni ukrepi za ločitev kolesarjev od motornega prometa niso bili uspešni, proge so neustrezne, njihova ureditev na križiščih in križanjih je popolnoma nerešena in odnos samih kolesarjev do teh domnevno nezadovoljujočih prog ni bil tako v prid kot bi lahko bil.
Kot kaže, primerno zasnovan ločilni prostor za kolesarje na arterijskih in medkrajevnih poteh znižuje splošni riziko. Na Irskem je v 70-ih letih 20. stoletja zagotovitev utrjenih odstavnih pasov na medkrajevnih cestah dosegla zmanjšanje nesreč za 50%. Poroča se, da so tudi Danci ugotovili, da ločene kolesarske proge vodijo k zmanjšanju v podeželskih nesrečah.
Na urbanih območjih se je kot zmanjševalec tveganja nastanka kolesarskih nesreč izkazalo kolesarjenje v nasprotno smer. Za tovrstno kolesarjenje pogosto velja, da je povezano z višjim tveganjem nastanka nesreč, toda tam, kjer je bilo pravilno ocenjeno, se je izkazalo, da zmanjšuje tveganje njihovega nastanka.